# Spartak Naltjik
Futbolnij klub Spartak Naltjik eller engelsk PFC Spartak Nalchik er en russisk fodboldklub fra byen Naltjik.

## Historiske slutplaceringer
| Sæson   | Niveau | Liga           | Placering | Kilde  |
| ------- | ------ | -------------- | --------- | ------ |
| 2004    | 2.     | FNL            | 12.       | [ 2 ]  |
| 2005    | 2.     | FNL            | 2.        | [ 3 ]  |
| 2006    | 1.     | Premier League | 9.        | [ 4 ]  |
| 2007    | 1.     | Premier League | 12.       | [ 5 ]  |
| 2008    | 1.     | Premier League | 12.       | [ 6 ]  |
| 2009    | 1.     | Premier League | 11.       | [ 7 ]  |
| 2010    | 1.     | Premier League | 6.        | [ 8 ]  |
| 2011-12 | 1.     | Premier League | 16.       | [ 9 ]  |
| 2012-13 | 2.     | FNL            | 3.        | [ 10 ] |
| 2013-14 | 2.     | FNL            | 10.       | [ 11 ] |

## Kendte spillere
- Hannes Sigurðsson
- Aleksandrs Koļinko
- Darvydas Šernas
- Giedrius Žutautas
- Eugeniu Cebotaru
- Valeriu Ciupercă
- Viorel Frunză
- Stanislav Namașco
- Adnan Zahirović
- Mark Švets
- Otto Fredrikson